# Trattato di ateologia
(Michel Onfray. Parte prima - Ateologia §1.1)
Trattato di ateologia (titolo originale francese Traité d'athéologie ) è un saggio pubblicato nel 2005 dal filosofo francese Michel Onfray.
L'opera ha suscitato un enorme interesse - e forti polemiche - non solo tra gli intellettuali ma, grazie allo stile adottato, tra un più ampio pubblico.

## Le tesi delTrattato
Oggetto della critica del Trattato non sono "i credenti" («non li trovo né ridicoli né penosi, ma temo che preferiscano rassicuranti finzioni infantili alle crudeli certezze degli adulti») quanto piuttosto le persone e le istituzioni che rappresentano e diffondono la religione («Chi potrebbe disprezzare le vittime? Ma come non combattere i carnefici?»). Il suo obiettivo fondamentale consiste nello "smontare" le basi etiche e filosofiche della teologia per ricostruire una visione del mondo e della vita ed una morale che poggino solo sulla ragione e si emancipino da ogni condizionamemto fideistico.
Sotto questo profilo Onfray individua tra i precursori di una moderna ateologia Jean Meslier con il suo Testamento (1729), Paul Henri Thiry d'Holbach con La contagion sacrée (1768), Ludwig Feuerbach con L'essenza del cristianesimo (1841).
La negazione di Dio non è uno scopo ma un mezzo per arrivare ad un'etica post-cristiana. Infatti, ad avviso di Onfray, esiste un'episteme ebraico-cristiana che ha permeato di sé in profondità anche la cultura e la società apparentemente laiche. Così è - ad esempio - per l'idea che la materia, la realtà e il mondo non esauriscano la totalità, che il corpo rappresenti la parte più "bassa", impura ed ignobile dell'uomo, ecc. Egli capovolge l'immagine di un ateo immorale, privo di legge etica, e rovescia l'idea che "se Dio non esiste, allora tutto è permesso" sostenendo viceversa che proprio "poiché Dio esiste, allora tutto è permesso". Ed infatti l'esistenza di Dio è stata la premessa teorica perché nella storia si compissero "in suo nome ben più battaglie, massacri, conflitti e guerre che pace, serenità, amore del prossimo, perdono dei peccati o tolleranza".
Inoltre la religione detesta l'intelligenza: nei tre monoteismi (ebraismo e Cristianesimo nella Genesi e islamismo nel Corano) si ritrova la storia di Adamo ed Eva nel paradiso e dell'albero della conoscenza. Da questa vicenda Onfray desume i riflessi che ne sarebbero derivati sulla civiltà; dall'odio per la donna e per la carne alla colpevolezza coniugata col desiderio di ravvedimento alla passione per il dolore fino, appunto, al predominio dell'obbedienza sull'intelligenza. Ma (anche) nella storia di Adamo ed Eva si ritrova la pulsione di morte che è alla base della religione. Infatti «le tre religioni monoteistiche esortano a rinunciare a vivere qui e ora col pretesto che un giorno bisognerà rassegnarvisi: magnificano un aldilà (fittizio) per impedire il pieno godimento dell'aldiquà (reale)». Ed ecco allora la "litania delle proibizioni" e "l'ossessione della purezza"; ma «è un pessimo calcolo rinunciare a vivere per non dover morire, perché così alla morte si paga due volte un tributo che è sufficiente pagare una volta sola».
Per Onfray, infine, una volta smontata la religione, occorre "lavorare a un nuovo progetto etico per creare in Occidente le condizioni di una vera morale post-cristiana in cui il corpo cessi di essere una punizione, la terra una valle di lacrime, la vita una catastrofe, il piacere un peccato, le donne una maledizione, l'intelligenza una presunzione, la volontà una dannazione". E, sotto il profilo politico, l'altro non sarebbe più visto "come un nemico, un avversario, una differenza da sopprimere, costringere e sottomettere, ma come l'occasione di un'intersoggettività da costruire qui ed ora".

## Il dibattito suscitato

### Le polemiche francesi sulTraité d'athéologie
Il successo del Traité d'athéologie ("Trattato d'ateologia"), le cui vendite hanno superato le 200 000 copie, mostra chiaramente una rinascita d'interesse in Francia nel 2005 per le tematiche religiose.
Tuttavia, il Traité ha attirato una serie di critiche, la più dura delle quali è quella di aver completamente frainteso e di non conoscere il significato della laïcité francese (tra gli altri Le Monde, 2 dicembre 2005) di cui l'autore intende farsi portavoce.
Comunque sia, di fatto Onfray non intende per nulla la laicità come un principio giuridico di neutralità dello Stato, ma come una concezione filosofica del mondo di cui lo Stato dovrebbe farsi carico.
L'opera ha anche scatenato una polemica nei circoli intellettuali, alimentata dalla pubblicazione di molteplici articoli sull'argomento e di due libri (L'anti-traité d'athéologie, Le système Onfray mis à nu di Matthieu Baumier, e Dieu avec esprit: Réponse à Michel Onfray di Irène Fernandez) dove i loro autori confutano ciò che ritengono gli errori storici e le confusioni del Traité.

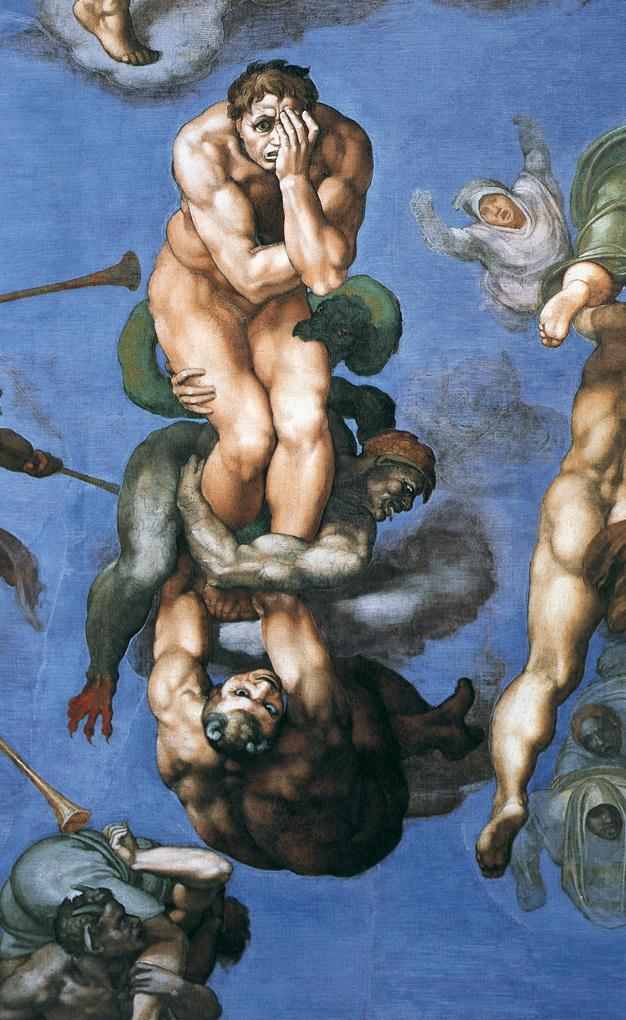
Michelangelo, Giudizio universale (particolare), immagine utilizzata per la copertina dell'edizione italiana.

### Il dibattito sviluppato in Italia
Sul Traité d'athéologie, come è già avvenuto oltralpe, si è catalizzata l'attenzione anche della stampa italiana: una ricerca nel sito dell'editore romano Fazi restituisce un elenco di oltre cinquanta articoli comparsi su quotidiani e periodici italiani. Molti di questi articoli rivelano subito uno scarso interesse perché scritti con intento sensazionalistico, confezionati per un pubblico più interessato alla notizia scandalosa e iperbolica. Si analizzano quindi solo quelli che rispondono a caratteristiche di maggiore serietà.

#### Gianluca Miligi
L'intera prima parte di Note su Ateologia e Ateismo di Gianluca Miligi è dedicata all'analisi del Trattato di ateologia.
Miligi inizia subito con l'assegnare a Onfray un posto preciso nell'ambito delle posizioni filosofiche e ideologiche sull'ateismo che hanno attraversato la storia.
Prende poi in esame la differenza tra "ateismo", termine risalente al 1532, e "ateologia", un concetto proposto da Georges Bataille: mentre il primo, già in quella A privativa, esprime una «negazione, una mancanza, un buco..», il secondo indica le idee di chi è «realmente libero, fino al punto di negare l'esistenza divina».
Miligi prosegue chiarendo l'obiettivo ultimo di Onfray: «Svelare la storia della religione, dei tre monoteismi, come raccolta di "miti", "favole", "invenzioni"». In conclusione, la velata critica che traspare dalle parole di Miligi è quella di colui che afferma il primato della speculazione intellettiva:

#### Gianni Vattimo
In un articolo ospitato sulle pagine dell'Espresso, il filosofo Gianni Vattimo saluta la comparsa nelle librerie italiane del Trattato di ateologia come la risposta inevitabile alla risorgenza del sacro e del cattolicesimo conservatore.
Vattimo pone l'accento sulla cifra stilistica dell'opera di Onfray, paragonata a un "libello" di stampo illuminista; poi svela la metodologia "contemporanea" del pensatore d'oltralpe, che ricorre a strumenti multidisciplinari quali la psicoanalisi, l'archeologia, la mitologia e le scienze comparate per arrivare a conclusioni razionali.
Infine, Vattimo individua Nietzsche come «uno dei numi ispiratori» dell'opera di Onfray, ma afferma che quest'ultimo sembra non tenere in debito conto alcuni concetti del filosofo tedesco.

#### Armando Torno
Per Armando Torno, editorialista del Corriere della Sera, il Trattato di ateologia è solo il sintomo di un malessere, un tentativo di ricreare un'età aurea dell'ateismo quale fu il XVIII secolo. Questa è l'unica menzione al testo di Onfray, solo un incipit da cui l'autore parte per recensire Philosophes sans Dieu (Filosofi senza Dio), un volume che raccoglie testi atei clandestini del Settecento.

#### Avvenire
Avvenire, quotidiano cattolico e voce della CEI, nell'intento di confutare le tesi di Onfray invia a Parigi Daniele Zappalà.
L'articolo riporta ampie citazioni estrapolate da due libri, nati nel milieu intellettuale cattolico come risposta al Trattato di ateologia, veri e propri instant book di cui si riferisce già nella precedente sezione "Le polemiche in Francia".
Daniele Zappalà aggiunge poco a queste citazioni. Nell'esprimere un giudizio, egli afferma che il libro di Onfray è «imbevuto dalla prima all'ultima pagina di un anticristianesimo e di un più generale disprezzo verso il fatto religioso, dai tratti spesso surreali e macchiettistici».

#### Giulio Gargia
Giulio Gargia, inviato dal settimanale Left, si reca a Napoli dove incontra Michel Onfray in occasione della rassegna L'Arte della felicità.
Inizia tracciando un ritratto del filosofo francese, dove non manca di sottolineare il successo editoriale del Trattato di ateologia, libro che nella sola Francia ha venduto oltre 200 000 copie. Gargia ritiene che tale successo abbia creato malumori nei cattolici conservatori.
La parola viene poi ceduta a Onfray, in quella che non si può definire un'intervista quanto piuttosto una serie di citazioni ad uso e beneficio dei lettori di Left, una concisa summa del suo pensiero.
Tra i vari argomenti toccati, un passaggio chiarisce bene la premessa da cui parte Onfray: «Le religioni hanno diffuso per secoli l'odio per la ragione, per la donna, per l'intelligenza, per il piacere, la sessualità. Insomma, l'odio per la vita stessa... perciò l'ateismo non è una terapia ma una salute mentale recuperata».
In un'altra parte dell'articolo, Gargia riporta le voci degli intellettuali cattolici che confutano le tesi di Onfray ed esprime con pacatezza la sua opinione: «Il Trattato di ateologia presta il fianco alle critiche perché privilegia la parte "decostruente" del suo messaggio, senza riuscire in fondo a formulare una salda teoria sulla libertà dalle religioni».